# Арканзас-Пост
Арканзас-Пост (англ. Arkansas Post) — историческое поселение в США в округе Арканзас штата Арканзас.

## Описание
Находится в юго-восточном Арканзасе, на реке Арканзас, недалеко от её слияния с рекой Миссисипи. Форт, первое постоянное европейское поселение в долине нижнего течения Миссисипи, был построен здесь в 1686 году Анри де Тонти, помощником французского исследователя Рене-Робера Кавелье де Ла Саля. Форт стал резиденцией французского и испанского губернаторов и важным торговым пунктом. Миссисипская компания, французская финансовая схема и план развития, погрязший в политических интригах, привлёк поселенцев в этот район (1717), но большинство из них покинули его после того, как спекулятивный пузырь лопнул в 1720 году.
После Луизианской покупки (1803) Арканзас-Пост стал первой столицей Территории Арканзас (1819—1821). Во время Гражданской войны в США войска Конфедерации укрепили этот район, но он пал под натиском войск Союза. Впоследствии город пришёл в упадок, когда железные дороги обошли его стороной, и к 1890-м годам был заброшен.
Национальный мемориал «Арканзас Пост», созданный в 1960 году, сохраняет место, где когда-то стоял город. Парк площадью 389 акров (157 гектаров) расположен на полуострове и включает в себя музей. Старый город был в значительной степени затоплен из-за изменения русла реки Арканзас, но некоторые его части всё ещё видны, включая фрагмент укреплений Конфедерации. Национальный заповедник дикой природы «Уайт-Ривер» находится к востоку.